# Santcliment
I Santcliment, o Sant Climent originari del Solsonès, furono una famiglia catalana documentata a partire dalla metà del XIII secolo in Catalogna nelle città di Lleida e Barcellona. I membri di questa famiglia esercitarono quasi esclusivamente le cariche di funzionari reali, diventando ciutadans honrats e ricoprendo cariche pubbliche di grande importanza.
Questa famiglia annovera due abati e un vescovo, numerosi membri del Consell de Cent di Barcellona, altrettanti del Consell de vint-i-cinc; i suoi membri furono a lungo vicini alla Casa di Barcellona, essendo scrivani del re, notai superiori della Cancelleria, maestri razionali della Regia Curia e, con Francesc de Santcliment, maggiordomi del Re; appartennero inoltre ai Santcliment molti deputati della Generalitat de Catalunya e un buon numero di ambasciatori.
Lo stemma di Santcliment era: per il ramo di Barcellona, una campana d'argento su campo azzurro, mentre per il ramo di Lleida una campana d'oro su campo azzurro.

## Storia

### Ramo lleidetano
I Santcliment furono una delle famiglie più potenti dell'oligarchia urbana di Lleida a partire dalla metà del XIII secolo. Si erano arricchiti con il commercio e il prestito di denaro e, fin dall'inizio, con le rendite delle signorie territoriali che avevano acquisito, poiché a Lleida, come nella stessa Barcellona, il patriziato urbano tendeva ad acquisire il potere su signorie territoriali che gli permetteva, in molti casi, di accedere allo status di cavalieri, obiettivo al quale molti membri di questo gruppo sociale aspiravano, per ragioni di prestigio. I Santcliment appartenevano pertanto al ristretto gruppo di famiglie che monopolizzava le cariche municipali, le dignità del capitolo della cattedrale e le cariche dirigenziali del Estudi General di Lleida.

#### Tomàs de Santcliment
Il capostipite del ramo lleidetano, quello più antico, è Tomàs de Santcliment (morto dopo il 1292), il quale fu, dal 1230 al 1244, signore di Mequinenza e, nel 1249, acquistò da Guillem de Cardona il castello di Montagut e la signoria di Alcarràs, ottenendo da Giacomo I d'Aragona anche i castelli di Albalate de Cinca e Maldà e Maldanell come ricompensa per la sua partecipazione alle operazioni militari che portarono alla conquista dell'attuale Comunità Valenciana ed alla creazione del Regno di Valencia.

#### Nicolau de Santcliment
Nel XIV secolo i Santcliment risiedevano al carrer Major di Lleida ed erano diventati una delle più importanti famiglie della città. Il figlio primogenito di Tomàs, Nicolau de Santcliment, fu secondo signore d'Alcarràs, signoria sopra la quale, nel 1312 ottenne il mero e mixto imperio da Giacomo II di Aragona, e nei primi decenni del XIV secolo ampliò notevolmente i propri possedimenti, acquisendo le signorie di Sarroca de Lleida, Llardecans, La Granadella e Flix, e i grandi latifondi a Vilanova de Remolins e a la Mas de Flix. Nicolau ebbe due figli: Bernat de Santcliment, il primogenito, e Francesc de Santcliment, il secondogenito.

#### Francesc de Santcliment
Francesc de Santcliment ereditò le signorie del padre, acquistò inoltre dal re Pietro IV di Aragona la completa giurisdizione sopra il castello di Sarroca de Lleida nel 1357, partecipò alla conquista aragonese della Sardegna, ricevette beni in feudo e ne acquistò altri, poiché risiedette sull'isola, dove ricoprì cariche pubbliche. Partecipò alla vita di corte diventando maggiordomo dell'infante Giovanni I di Aragona, figlio primogenito del re Pietro il Cerimonioso, che lo inviò nel 1336 come ambasciatore ad Avignone alla corte di Benedetto XII (al secolo Jacques Fournier), e come difensore della Val d'Aran contro il vescovo di Comminges; a Francesc si deve inoltre la fondazione della cappella di famiglia nella Seu Vella di Lleida.

#### Pere de Santcliment
Il suo figlio primogenito, Pere de Santcliment, fu cancelliere dell’Estudi General de Lleida, consigliere reale di Martino di Aragona e di suo figlio Martino il Giovane, canonico e prevosto del capitolo della cattedrale di Lleida fino al 1399, quando venne eletto vescovo di Lleida.

#### Francesc de Santcliment
Un altro figlio di Francesc, Francesc de Santcliment servì il re in Sardegna, fu ambasciatore di Pietro il Cerimonioso in Inghilterra presso il Principe del Galles Edoardo di Woodstock, fu collaboratore del figlio del re, il duca di Gerona, futuro Giovanni I di Aragona, comprò la signoria di La Palma d'Ebre per 9700 fiorini d'oro aragonesi e ricoprì a Lleida le importanti cariche di paer nel 1380 e di  veguer  nel 1413. 

#### Bernat de Santcliment
Suo figlio, Bernat de Santcliment, si distinse durante la guerra civile catalana contro Giovanni II di Aragona e fu nominato paer nel 1467.

### Ramo barcellonese
La famiglia Santcliment possedeva un cospicuo patrimonio nei pressi di Barcellona: la torre di Bell-lloc a Sant Andreu de Palomar, con mulini e masos, la casa forta di Santa María de Badalona, la casa della Murtra, vicino a Santa Coloma de Gramenet, e diverse proprietà a Santa Coloma e anche altre a Barcellona, precisamente nella località chiamata Castell de Port, situata a sud-ovest del Montjuïc; inoltre spese soldi per l'acquisto di censals, come uno di 21.000 sous da Pere de Mediona, il quale - come garanzia - vincolò il castell de Cabrera e il lloc de Vallbona. Nonostante questo patrimonio, che avrebbe garantito ai membri della famiglia lo status di cavalieri, costoro rimasero nei ranghi dei ciutadans honrats per tutto il XIV secolo, e occuparono importanti cariche municipali.

#### Pere (I) de Santcliment
La fortuna dei Santcliment e la loro ricchezza traggono origine dall'essersi posti al servizio della corona. Il primo esponente documentato fu Bernat de Santcliment, funzionario reale vissuto nel XIII secolo. Pere (I) de Santcliment, figlio di Bernat, fu notario major della cancelleria del re Pietro III di Aragona e ottenne favori, come il permesso di costruire mulini nei pressi di Barcellona e anche la concessione vitalizia del per del quintar di Barcellona; spese i propri guadagni salariali e il frutto delle donazioni sovrane nell'acquisto di terre e di piccole signorie situate nelle vicinanze della città di Barcellona, per assicurare a se stesso e ai suoi discendenti l'appartenenza al selezionato gruppo dei ciutadans honrats, obiettivo per raggiungere il quale era necessario vivere di rendita. Lasciò la cancelleria nel 1286, sicuramente allo scopo di ritirarsi a Barcellona, dove non rimase inattivo: nel 1287 il re Alfonso III di Aragona gli concesse di rappresentarlo nella commissione di controllo delle entrate e delle uscite relative alle mercanzie di Barcellona, commissione nella quale anche i consiglieri e la città dovevano avere un rappresentante e ha avuto ancora la possibilità di collaborare alla politica comunale; nel 1288 fu conseller della città di Barcellona; insieme al giurisperito Bernat de Palou, anch'egli conseller, Ramon Marquet e Pere de Malla, representò la città alle Cortes di Monzón. Morì nel 1303 ed ebbe numerosi figli: l'erede, Pere, Jaume, Francesc, Ramon, Bernat, Constança e Nicolau.

#### Pere (II) de Santcliment
Pere (II) de Santcliment, figlio ed erede di Pere (I), occupò cariche pubbliche sia nell'ambito strettamente municipale sia in quello territoriale del Principato di Catalogna. Nel primo ambito fu membro del Consell de Cent in diverse occasioni, nel 1312, 1314, 1316, 1319 e arrivò a essere conseller quart di Barcellona nell'anno 1337. Per quanto riguarda l'ambito del governo territoriale, dopo essere stato veguer di Girona e Besalú, lo fu di Barcellona dal 1330 all'inizio del 1334, anche se, nel 1332, i consellers di Barcellona gli chiesero di capitanare sei galee che la città stava armando contro i genovesi e per questo fu autorizzato a nominare un sostituto per la vegueria. Sempre nel 1332 fu chiamato a difendere la Sardegna, dove aveva proprietà. Morì intorno al 1350. Tra i suoi figli vi fu Guillem, l'erede - che sposò Constança Desplà -, Gelabert, Marquesa - la quale sposò Jaume de Gualbes -, Constança - la quale sposò Deuslovol de Cànoves-, un'altra figlia che sposò un membro della famiglia Burgués -, e Huguet.

#### Francesc de Santcliment
Un Francesc de Santcliment, che potrebbe essere il fratello di Pere (II), probabilmente partecipò alla conquista della Sardegna, ricevette proprietà in feudo e ne acquistò altre, poiché risiedeva sull'isola, dove ricoprì cariche. Fu veguer di Cagliari tra il 1339 e il 1349 e allo stesso tempo luogotenente del governatore durante l'assenza del governatore Riambau de Corbera. Verso il 1360 fu luogotenente di Olf de Pròixida e lo fu nuovamente, insieme a Ramon d'Empúries, quando morì Ximèn Pérez de Calatayud nel giugno del 1362, fino a quando il governatore Asbert Satrilla non arrivò sull'isola. Nel 1354 era sposato con una Margarida, dalla quale non deve aver avuto figli, invece ne ebbe molti da una dama sposata di nome Boneta, con la quale non poté sposarsi; i figli furono legittimati e perfino messi in condizione di succedere nei feudi sardi.
Più o meno suo contemporaneo, un altro Francesc de Santcliment fu eletto membro del Consell de Cent nel 1324; conseller segon nel 1325; jurat e membro del consell de vint-i-cinc nel 1326. Nuovamente jurat nel 1327 e nel 1332; jurat e membro del consell de vint-i-cinc nel 1333; nel 1334 fu eletto conseller en cap; jurat nel 1336; conseller tercer nel 1340; jurat nel 1345, conseller segon nel 1350 e conseller tercer nel 1354; nuovamente jurat nel 1356. Un terzo Francesc de Santcliment fu veguer de Barcellona e Vallès tra il 1360 e il 1362. Negli stessi anni il secondo Francesc de Santcliment era jurat del consell de Cent, membro del consell de vint-i-cinc e guarda de la moneda nel 1360, jurat e membro del consell de vint-i-cinc nel 1361, e conseller tercer nel 1362, cariche incompatibili con quella di veguer. Ancora nel 1365, nel 1366, nel 1367 e nel 1373 questo Francesc de Santcliment risulta avere ricoperto la carica di jurat e membro del consell de vint-i-cinc e ancora quella di jurat e guarda de la moneda nel 1374. Francesc de Santcliment nominò erede dei suoi beni a Barcellona il nipote Gelabert de Santcliment, figlio di Pere.

#### Jaume, Bernat e Ramon de Santcliment
Altri fratelli di Francesc e di Pere sono Jaume, Bernat i Ramon, i quali fecero più volte parte del Consell de Cent. Furono consellers di Barcellona nel 1335 e nel 1338 Jaume; nel 1342 e nel 1346 Bernat; e negli anni 1353, 1361, 1364 e 1367 Ramon. Nel 1345 troviamo membri del Consell de Cent un Jaume e un Jacmó de Santcliment. Non sappiamo se il Jaume che risulta jurat negli anni 1354, 1358, 1360, 1361, 1362, 1365, 1366 e 1367 e che fu eletto obrer nel 1361 è questo Jaume più giovane (forse figlio del precedente). Entrambe le possibilità sono valide perché il Jaume maggiore - il quale aveva aiutato Giacomo IV di Maiorca a fuggire dalla prigionia nel maggio del 1362 - morì nel 1368, assassinato. Un altro Bernat più giovane, Bernardó, risulta essere stato jurat del Consell de Cent nel 1361, e probabilmente è lo stesso Bernat che appare come jurat l'anno seguente e negli anni 1365 e 1366 (a volte anche membro del consell de vint-i-cinc), e che fu eletto obrer della città nel 1365.

#### Pere (III) de Santcliment
Pere (III) de Santcliment, ciutadà honrat di Barcellona, presenta un problema d'identificazione: non ci sono prove che il secondo Pere avesse un figlio di nome Pere. Possono essere prese in considerazione tre ipotesi: che il secondo Pere abbia avuto un altro figlio chiamato Pere; che il terzo Pere fosse figlio di uno dei fratelli del secondo Pere; o che il secondo Pere de Santcliment non fosse morto intorno al 1350 ma dopo il 1381. Tenendo presente che le prime notizie che si hanno di un Pere de Santcliment rimontano al 1312, anno in cui fu eletto membro del Consell de Cent di Barcellona, e che l'ultima risale ai primi mesi del 1381, Pere potrebbe essere morto a ottantanove anni ed essere entrato nel Consell de Cent a venti. In ogni caso, è possibile che vi siano stati non solo due Pere de Santcliment, ma forse tre: il secondo Pere, che terminò la sua attività negli anni trenta del XIV secolo e che potrebbe essere morto negli anni quaranta; un terzo Pere che iniziò la sua carriera politica nel 1338 e rimase attivo fino al 1361, e un quarto Pere, che avrebbe cominciato a ricoprire cariche pubbliche nel 1358 e avrebbe terminato nel 1381. Il terzo Pere de Santcliment fu nominato obrer della città nel 1338, mentre nel 1340 fu eletto jurat e membro del consell de vint-i-cinc. Partecipò con altri esponenti del patriziato barcellonese all'armamento di due galee per servire il re nella guerra contro la Repubblica di Genova. Fu veguer di Barcellona per due mandati, nel 1351 e nel 1354. Probabilmente, poiché ricopriva questa carica, fece ricopiare un'edizione degli Usatges de Barcelona. Nel 1354 fece parte del consiglio reale di Barcellona, durante l'assenza del re in Sardegna. Fu anche conseller en cap di Barcellona nel 1359. Nell'anno 1360 fu jurat del Consell de Cent e membro del Consell de vint-i-cinc e ricoprì entrambe le cariche l'anno successivo.

#### Pere (IV) de Santcliment
Pere (IV) de Santcliment, forse figlio del precedente o figlio di qualche altro dei fratelli Santcliment, è colui che ha ricoperto diversi incarichi, tra i quali quello di diputat della Generalitat de Catalunya, tra il 1358 e il 1381. Appare per la prima volta come jurat del Consell de Cent nel 1358. Nel 1360 è insieme a Pere (III) jurat e membro del consell de vint-i-cinc e lo è ancora l'anno seguente, inoltre era stato designato nel 1360 per ricoprire la carica di obrer della città. Negli anni 1362, 1365, 1366 e 1367 Pere fu jurat e membro del consell de vint-i-cinc. L'anno 1362 fu designato uno dei síndics di Barcellona alle Corts di Monzón del 1362-1363, durante le quali fu nominato diputat residente a Barcellona. Una delle sue missioni come diputat era quella di organizzare l'armamento di sei galee per garantire la difesa dei mari e delle coste vicine durante la guerra con il regno di Castiglia. L'anno 1364 fu designato nuovamente quale síndic di Barcellona in occasione delle Corts di Barcellona-Lleida-Tortosa del 1364-1365, durante le quali fece parte della comissió de tractadors; fece inoltre parte di un'altra commissione incaricata di negoziare con Berenguer Bertran un prestito di 20.000 lire al fine di armare sette galee per la difesa del regno e fu uno dei tre membri del braccio reale incaricati di redigere i capitoli del donativo e ripartirlo. Fu ancora síndic del braccio reale durante le Corts di Barcellona del 1365, durante le quali fece parte di una commissione incaricata di negoziare un acordo fra i tre diversi bracci: quello ecclesiastico, quello militare e quello reale. Gli furono anche affidate alcune missioni diplomatiche. L'anno 1365, in maggio, fu inviato dal re Pietro IV di Aragona come ambasciatore presso la Repubblica di Genova, insieme con Guillem Despuig, dottore in legge, per esigere il rispetto del trattato di pace arbitrato dal marchese del Monferrato Giovanni II Paleologo tra catalani e genovesi. Era una missione molto importante perché, se la potenza navale di Genova fosse stata messa al servizio della Castiglia, la situazione poteva peggiorare ulteriormente per i regni di Pietro il Cerimonioso. Questo Pere de Santcliment diputat ebbe almeno un figlio, chiamato Pericó. Questo Pericó de Santcliment risulta deceduto il 4 gennaio 1391; probabilmente tra i suoi figli vi era anche un Guillem de Santcliment. Pere de Santcliment possedeva una casa a Teià, che doveva essere una torre come quelle che il patriziato di Barcellona aveva nei pressi della città, probabilmente con terreni agricoli. Inoltre la casa che aveva a Barcellona era piena di famigli e servitori.

#### Gelabert e Berenguer de Santcliment
Dal 1354 in poi altri esponenti della famiglia Santcliment avevano iniziato a partecipare al governo della città come membri del Consell de Cent. Gelabert de Santcliment, uno dei figli di Pere (II) de Santcliment, fu jurat e membro del consell de vint-i-cinc l'anno 1354 e nuovamente jurat nel 1362, nel 1366, nel 1367 e nel 1373, anni nei quali fu anche membro del consell de vint-i-cinc; fu quindi jurat nel 1375 e fu eletto obrer della città l'anno 1367 e l'anno 1373 arrivò ad essere nominato conseller tercer. Berenguer de Santcliment (forse figlio di Francesc) fu jurat l'anno 1358, quindi jurat e membro del consell de vint-i-cinc negli anni 1360, 1361 e 1362 e arrivò a ricoprire la carica di conseller tercer nel 1376, di conseller segon nel 1379 e nel 1388, infine di conseller primer nel 1392. Berenguer fu anche eletto guardià de la moneda all'inizio del 1392, lo stesso anno in cui, a novembre, fu eletto conseller. L'anno 1381 fu inviato come messaggero della città dal re Pietro il Cerimonioso, insieme con Pere Sacalm, conseller in quell'anno, per protestare perché le navi di Roger de Montcada e Ximèn Pérez d'Arenós avevano attaccato e catturato con metodi pirateschi navi barcellonesi davanti alla costa di Blanes e di Sant Feliu de Guíxols. Berenguer possedeva un cospicuo patrimonio a Badalona, e lo lasciò in eredità a suo cugino Guillem de Santcliment.

#### Guillem de Santcliment
Un'altra carriera brillante fu quella di Guillem de Santcliment, figlio ed erede di Pere (II), o forse piuttosto di Pere (III) o di Pere (IV). Appare per la prima volta eletto jurat del Consell de Cent negli anni 1365, 1366, 1367 e 1373, anno in cui esercitò la carica di obrer della città. Nel 1374 fu eletto conseller cinquè; fu jurat nuovamente nel 1375, nel 1380 e nel 1383 fu conseller tercer, conseller segon nel 1385 e conseller en cap nel 1394; alla fine del 1395 fu eletto guardià de la moneda. Sembra che sia egli il medesimo Guillem, figlio di Pere, che fu veguer di Barcellona dal 1390 al 1392. L'anno 1385 Guillem si recò a Cagliari con le galee della città. Si sposò con Constança Desplà, sorella di Ramon Desplà, la quale morì nel 1390; ebbe diversi figli: Pere, l'erede, Guillem, erede della madre, Elionor, la quale sposò Simó Desvalí, Marquesa e Margarida, la quale sposò Bartomeu de Palou. Guillem de Santcliment morì nel 1396. Probabilmente suo figlio Pere fu colui che, insieme con suo cognato Bartomeu de Palou, armò una delle tre galee inviate dalla città di Barcellona e dalla la Generalitat de Catalunya a levante per dare battaglia ai corsari.
La famiglia Santcliment a Barcellona divenne, nel Basso Medioevo, una delle più importanti della città, tanto per i suoi membri ciutadans honrats o mercanti quanto per aver raggiunto lo status nobiliare. I loro descendenti arrivarono ad esser cavallieri e signori di Badalona grazie ai servizi prestati alla monarchia.

#### Burguès-Santcliment
Sul finire del XIV secolo un ramo dei Santcliment barcellonesi si imparentò con i Burguès, proprietari della Torre Burguesa e signori di Viladecans e Gavà, generando la branca dei Burguès-Santcliment: Pere de Santcliment (marito di María Francisca de Santcliment y de Fivaller) fu padre di Francesc de Burguès-Santcliment il quale, legato a Gualbes e al governatore della Catalogna Guerau Alemany de Cervelló, occupò la conselleria en cap durante l'interregno, fu un sostenitore di Ferdinando I d'Aragona e partecipò all'incoronazione del nuovo re nel 1414 come rappresentante della città di Barcellona, insieme a Ferrer de Gualbes; figli di Francesc e di Elionor de Casa-saja i Massot furono Galceran Burguès de Santcliment i de Casa-saja (padre de Francesc Burguès de Santcliment i Sestrada) - il quale fu veguer di Barcellona nel 1461-1462, servì il re nell'armata contro la Sicilia nel 1432, fu imposto come veguer da Giovanni II d'Aragona, malgrado l’opposizione della città e della Generalitat, fu fedele alla regina Giovanna Enríquez, s’oppose alla Biga (per la qual cosa fu imprigionato per ordine dei diputats e dei consellers) e, cominciata la guerra civile catalana, si mantenne fedele a questo re - e Pere Joan de Santcliment i de Casa-saja - il quale fu ciutadà honrat, proprietario di una galea che andava regolarmente a levante o serviva il re Alfonso V d'Aragona a Napoli, e contro Genova quando comandò la flotta agli ordini di Bernat de Vilamarí nel 1454-1458, esercitò cariche municipali per la sua iscrizione al Consell de Cent nel 1432, come quella di síndic di Barcellona a Napoli, fu considerato esponente della Biga fin dall'inizio della guerra civile catalana, momento nel quale dimostrò la fedeltà della famiglia alla monarchia e morì nel 1474 - che combinò il matrimonio del suo erede Pere Joan Burguès de Santcliment con Aldonça, figlia di Pere de Santcliment, cavaliere e mestro razionale dela cúria reial, unendo così le due branche della famiglia.

#### Corbera-Santcliment
Figli di questo matrimonio furono Pere Joan de Burguès-Santcliment i de Santcliment (padre de Mateu de Santcliment i Pujades, creato cavaliere nel 1544) e Francesc de Burguès-Santcliment i de Santcliment (morto nel 1537), il quale pure venne creato cavaliere e sposò Beatriu de Corbera i de Santacoloma, che gli portò in dote la baronia di Llinars e della signoria del Far: i loro discendenti, i Corbera-Santcliment, acquisirono in seguito ad un'alleanza matrimoniale con i Castellet la baronia di Altafulla ed altri feudi, e si estinsero all'inizio del XVIII secolo

#### I Santcliment a partire dal XVI secolo
Un cavaliere, Guillem de Santcliment (morto verso il 1515), fu governatore di Minorca dal 1485 al 1505. Sposò Joana d’Hostalric-Sabastida i Llull, figlia del viceammiraglio e veguer Joan de Sabastida i d’Hostalric, dalla quale ebbe tre figli: Joan de Santcliment i d’Hostalric-Sabastida (morto verso il 1539), alcalde della fortezza di Salses, padre di Guillem Ramon de Santcliment i de Centelles (morto a Praga nel 1608), che si distinse nella battaglia di Lepanto e fu ambasciatore presso la corte di Rodolfo II d'Asburgo; Guillem de Santcliment i d’Hostalric-Sabastida (morto verso il 1520); e Frederic de Santcliment i d’Hostalric-Sabastida (morto verso il 1533), che fu governatore di Minorca dal 1513 al 1528 e antenato di Frederic de Santcliment i Pujades, morto senza eredi verso il 1609.

### Ramo siciliano
La famiglia Santcliment fu portata dalla Spagna in Sicilia da Pedro, annoverato da Ramon Muntaner tra i cavalieri di nobili famiglie catalane che il 31 agosto 1282 sbarcarono a Trapani al seguito di Pietro III di Aragona. Costui, come scrive il Barberi, fu signore di Gibilichaleph e Gibiluasili e, avendo acquistato la castellania di Salemi, piantò ivi la sua famiglia. Dai Santcliment di Barcellona derivano i Sanclemente di Trapani e Salemi.